# Иван Русин
Иван Русин (болг. Иван Русина, Ivan Rusina; венг. Orosz Iván) (упоминается в 1323—1332 годах) — болгарский военачальник 14-го века западнорусского происхождения, который служил болгарским царям Михаилу Шишману и Ивану Александру. До вступления на болгарскую службу Иван Русин, возможно, был военным командиром на службе у венгерского губернатора Северина.
Иван Русин возвысился до высокого чина в болгарской армии после восшествия на царский престол Михаила Шишмана (1323—1330). В 1323 году он отвечал за оборону болгарской крепости Пловдив, осажденной византийскими войсками. В 1328 году он был вовлечен в неудачную болгарскую попытку захватить столицу Византии Константинополь изнутри. Вероятно, принимая участие в бурных событиях, которые окружали и последовали за смертью Михаила Шишмана, Иван Русин в последний раз упоминался как представитель царя Ивана Александра в 1332 году.

## Ранние годы и осада Пловдива
Болгарский историк Пламен Павлов предполагал, что Иван был русином по происхождению, он родился в Галицко-Волынском княжестве, гипотеза, основанная только на его связях с Венгрией, западным соседом Галиции — Волыни . Венгерские источники с 1288 года упоминают одного русского по имени Иван (Iwan dicto Oroz) как союзника бана Северина, Теодора Вейтехи из Чанада, который был одним из дворян, которые выступали против правления короля Венгрии Карла I в 1316—1317 годах. Земля к югу от Северина находилась под управлением деспота из Видина, Михаила Шишмана, сторонник Теодора Вейтехи. Таким образом, когда венгерский король установил свою власть над Северином и подавил восстание Теодора Вейтехи, Иван Русин, возможно, бежал в Видин и поступил на службу к Михаилу Шишману. Считается, что к Ивану, как к полководцу, подчиненному деспоту Видина, присоединились его личные силы, состоявшие из венгров и, по-видимому, русских.
В то время как венгерский ученый Дьерд Дьерффи поддерживает идентификацию Ивана Русина как Ивана дикто Ороза из венгерских хроник, а историк Иштван Васари указывает на отсутствие четких доказательств и большой промежуток времени между ними. До того, как эта идентификация была предложена, считалось, что Иван прибыл в Болгарию после бегства от нашествия на Русь, так же как и другой русский на болгарской службе, Яков Светослав. Так или иначе, в 1323 году правой рукой Ивана был венгр по имени Инас.
Вступление Михаила Шишмана на болгарский престол в 1323 году означало, что Иван Русин занял элитное положение в болгарской военной иерархии. Пламен Павлов предполагает, что он стал протостратором . Этот титул был заимствован из Византии. Этот титул носил заместитель командующего армией и был приближен к званию западного маршала. В том же году Иван Русин был отправлен в город Пловдив (Филиппополь), который был недавно завоеван Болгарией после десятилетий византийского правления. С корпусом из одной тысячи конницы алан, болгар и, возможно, венгров, и двух тысяч пехотинцев, Иван должен был защищать город от нападений византийцев. В этом ему помогали его заместитель Инас и аланские вожди Итиль и Темир. В то время Иван Русин уже был хорошо известен даже в Византии как военачальник.
Болгарские войска под командованием Ивана Русина сумели выдержать четырехмесячную осаду Пловдива, предпринятую Андроником III Палеологом, претендентом на византийский престол, и его болгарским союзником Войсилом, деспотом Копсиса. В своих попытках захватить город византийцы использовали немецких специалистов для постройки осадной машины, из которой они стреляли из арбалетов по болгарским защитникам. Несмотря на изощренную осадную тактику, к лету 1323 года болгары не только удержали город, но и начали совершать набеги на близлежащие византийские крепости на юге страны, в родопских горах, такие как Стенимах (современный Асеновград) и Цепина. Однако вскоре после этого Пловдив был потерян для болгар. Когда войска Ивана Русина покидали город, чтобы встретить новый болгарский гарнизон, который должен был заменить их, жители Пловдива, поддерживающие византийцев, открыли городские ворота и впустили византийский отряд.

## Анти-византийский заговор и последующая карьера
Потеря Пловдива, по-видимому, не оказала глубокого влияния на карьеру Ивана, и он остался царским фаворитом. В 1328 году царь Михаил Шишман поручил Ивану оборону Большого Константинопольского дворца, резиденции императора Андроника II Палеолога. Андроник II, столкнувшийся с неизбежным поражением от рук своего внука и соперника Андроника III в затяжной гражданской войне, не доверял своей собственной гвардии и просил помощи у болгарского царя Михаила Шишмана. Болгарский царь послал Ивана Русина вместе с трехтысячным конным войском в Константинополь на помощь. По словам византийского историка Никифора Григораса, действительными намерениями Михаила Шишмана было использовать Ивана и его людей в качестве троянского коня. В подходящий момент болгарская гвардия должна была арестовать императора и захватить дворец, прежде чем впустить в Константинополь Михаила Шишмана с большой армией и татарскими наемниками.
В соответствии с этим планом Иван Русин и его конный отряд приближались к Константинополю, а царь Михаил Шишман ждал в Ямбол со своей армией. Заговор был раскрыт шпионами императора Андроника III. Опасаясь за собственные имперские амбиции, он написал своему сопернику и деду, чтобы тот не впускал болгарских союзников в столицу. В то время как Иван Русин придерживался плана и подписал клятву, что он пришел с миром, чтобы убедить византийцев, он быстро отступил на болгарскую территорию, получив этот приказ от Михаила Шишмана.
Роль Ивана в последние годы царствования царя Михаила Шишмана и правления Ивана Стефана неясна, так как он не упоминается в источниках, относящихся к этому периоду. Его высокое положение тем не менее приводит историка Пламена Павлова к предположению, что Иван принимал участие в битве при Вельбужде 28 июля 1330 года, где сербы одержали полную победу над болгарами. Это победа проложила путь к сербскому господству на Балканах в середине 14-го века. Царь Михаил Шишман был убит в этом сражении, ему наследовал его старший сын Иван Стефан (1330—1331). Пламен Павлов считает, что Иван Русин был в числе болгарских дворян, которые свергли слабого Ивана Стефана в 1331 году и посадили на трон Ивана Александра (1331—1371). Вполне вероятно также, что Иван Русин участвовал в победе болгарской армии над византийцами битве при Русокастро в 1332 году, поскольку в последний раз он был записан в качестве представителя Ивана Александра на последовавших мирных переговорах.

## Оценка
Иван Русин пользовался большим уважением Иоанна VI Кантакузина, писателя, а позднее византийского императора, который, вероятно, лично столкнулся с Иваном в бою. В своей истории Кантакузин называет Ивана человеком, «искусным в стратегии». Кантакузин также упоминал Ивана как «одного из самых прославленных людей Болгарии» в своих трудах. Чешский историк Константин Йозеф Иречек, выдающийся исследователь болгарской истории, оценивает Ивана как «наиболее четкую фигуру болгарского полководца» того времени. В глазах болгарского историка Пламена Павлова, несмотря на свое иностранное происхождение, Иван Русин не считался эмигрантом или наемником болгарской знати и царя, а скорее доверенным полководцем и одним из своих.